# Caribbean Airlines
Caribbean Airlines es la aerolínea nacional de Trinidad y Tobago y Jamaica, su aeropuerto principal es el Aeropuerto Internacional de Piarco en Trinidad, la aerolínea también es la aerolínea bandera de Jamaica luego de haber adquirido Air Jamaica en el 2010. La empresa opera destinos internacionales en el Caribe, Estados Unidos, Canadá y América del Sur. La aerolínea es propiedad en su totalidad del Gobierno de Trinidad y Tobago, y comenzó sus operaciones el 1 de enero de 2007 para substituir a su predecesor BWIA West Indies Airways.

## Flota

### Flota actual
La flota de Caribbean Airlines se compone de las siguientes aeronaves:
| Aeronaves       | En servicio | Pedidos | Pasajeros                                           | Pasajeros                                           | Pasajeros                                           | Matrículas                                          | Antigüedad                                          |
| Aeronaves       | En servicio | Pedidos | C                                                   | Y                                                   | Total                                               | Matrículas                                          | Antigüedad                                          |
| --------------- | ----------- | ------- | --------------------------------------------------- | --------------------------------------------------- | --------------------------------------------------- | --------------------------------------------------- | --------------------------------------------------- |
| ATR 72-600      | 10          | —       | —                                                   | 68                                                  | 68                                                  | 9Y-TTA                                              | 11,4 años                                           |
| ATR 72-600      | 10          | —       | —                                                   | 68                                                  | 68                                                  | 9Y-TTB                                              | 11,4 años                                           |
| ATR 72-600      | 10          | —       | —                                                   | 68                                                  | 68                                                  | 9Y-TTC                                              | 11,2 años                                           |
| ATR 72-600      | 10          | —       | —                                                   | 68                                                  | 68                                                  | 9Y-TTD                                              | 11,1 años                                           |
| ATR 72-600      | 10          | —       | —                                                   | 68                                                  | 68                                                  | 9Y-TTE                                              | 10,9 años                                           |
| ATR 72-600      | 10          | —       | —                                                   | 68                                                  | 68                                                  | 9Y-TTF                                              | 9,2 años                                            |
| ATR 72-600      | 10          | —       | —                                                   | 68                                                  | 68                                                  | 9Y-TTI                                              | 7,1 años                                            |
| Boeing 737-800  | 1           | —       | —                                                   | 189                                                 | 189                                                 | 9Y-TTL                                              | 14,9 años                                           |
| Boeing 737-8MAX | 9           | 3       | 16                                                  | 144                                                 | 160                                                 | 9Y-CAL                                              | 1,8 años                                            |
| Boeing 737-8MAX | 9           | 3       | 16                                                  | 144                                                 | 160                                                 | 9Y-GUY                                              | 1,8 años                                            |
| Boeing 737-8MAX | 9           | 3       | 16                                                  | 144                                                 | 160                                                 | 9Y-ANT                                              | 1,5 años                                            |
| Boeing 737-8MAX | 9           | 3       | 16                                                  | 144                                                 | 160                                                 | 9Y-BAR                                              | 1,5 años                                            |
| Boeing 737-8MAX | 9           | 3       | 16                                                  | 144                                                 | 160                                                 | 9Y-JAM                                              | 1,3 años                                            |
| Boeing 737-8MAX | 9           | 3       | 16                                                  | 144                                                 | 160                                                 | 9Y-GRN                                              | 1,2 años                                            |
| Boeing 737-8MAX | 9           | 3       | 16                                                  | 144                                                 | 160                                                 | 9Y-SUR                                              | 1,2 años                                            |
| Boeing 737-8MAX | 9           | 3       | 16                                                  | 144                                                 | 160                                                 | 9Y-BAH                                              | 1,2 años                                            |
| Boeing 737-8MAX | 9           | 3       | 16                                                  | 144                                                 | 160                                                 | 9Y-TTO                                              | 1 año                                               |
| Total           | 20          | 3       | Edad media de la flota (septiembre de 2024): 7 años | Edad media de la flota (septiembre de 2024): 7 años | Edad media de la flota (septiembre de 2024): 7 años | Edad media de la flota (septiembre de 2024): 7 años | Edad media de la flota (septiembre de 2024): 7 años |

### Flota histórica
| Aeronaves                      | Total | Introducido | Retirado | Matrículas |
| ------------------------------ | ----- | ----------- | -------- | --- |
| Airbus A340-300                | 2     | 2007        | 2007     | 9Y-JIL y 9Y-TJN |
| Boeing 737-800                 | 21    | 2007        | 2022     | 9Y-ANU, 9Y-BGI, 9Y-GEO, 9Y-GND, 9Y-JMA, 9Y-JMC, 9Y-JMD, 9Y-JME, 9Y-JMF, 9Y-KIN, 9Y-MBJ, 9Y-PBM, 9Y-POS, 9Y-SLU, 9Y-SXM, 9Y-TAB, 9Y-TJQ, 9Y-TJR, 9Y-TJS, N809SY y PH-HZN |
| Boeing 767-300                 | 2     | 2009        | 2016     | SP-LPG, 9Y-LGW y 9Y-LHR |
| De Havilland Canadá Dash 8-300 | 5     | 2007        | 2014     | 9Y-WIL, 9Y-WIN, 9Y-WIP, 9Y-WIT y 9Y-WIz |

## Destinos
La principal aerolínea de Trinidad y Tobago opera en todo el continente americano, estos son sus destinos actuales:
| Países                          | Destinos        | Aeropuertos                                               | Notas        |
| Norteamérica                    | Norteamérica    | Norteamérica                                              | Norteamérica |
| ------------------------------- | --------------- | --------------------------------------------------------- | ------------ |
| Canadá                          | Toronto         | Aeropuerto Internacional Toronto Pearson                  |              |
| Estados Unidos                  | Fort Lauderdale | Aeropuerto Internacional Fort Lauderdale-Hollywood        |              |
| Estados Unidos                  | Miami           | Aeropuerto Internacional de Miami                         |              |
| Estados Unidos                  | Nueva York      | Aeropuerto Internacional John F. Kennedy                  | Focus City   |
| Estados Unidos                  | Orlando         | Aeropuerto Internacional de Orlando                       |              |
| El Caribe                       |                 |                                                           |              |
| Antigua y Barbuda               | Saint John's    | Aeropuerto Internacional V. C. Bird                       |              |
| Bahamas                         | Nasáu           | Aeropuerto Internacional Lynden Pindling                  |              |
| Barbados                        | Bridgetown      | Aeropuerto Internacional Grantley Adams                   |              |
| Cuba                            | La Habana       | Aeropuerto Internacional José Martí                       |              |
| Curazao                         | Willemstad      | Aeropuerto Internacional Hato                             |              |
| Dominica                        | Marigot         | Aeropuerto Douglas–Charles                                |              |
| Granada                         | Saint George    | Aeropuerto Internacional Maurice Bishop                   |              |
| Jamaica                         | Kingston        | Aeropuerto Internacional Norman Manley                    | HUB          |
| Jamaica                         | Montego Bay     | Aeropuerto Internacional Sangster                         |              |
| Santa Lucía                     | Castries        | Aeropuerto George F. L. Charles                           |              |
| San Vicente y las Granadinas    | Kingstown       | Aeropuerto Internacional de Argyle                        |              |
| San Martín                      | Philipsburg     | Aeropuerto Internacional Princesa Juliana                 |              |
| Trinidad y Tobago               | Puerto España   | Aeropuerto Internacional de Piarco                        | HUB BASE     |
| Trinidad y Tobago               | Scarborough     | Aeropuerto Internacional Arturo Napoleón Raymond Robinson |              |
| Suramérica                      |                 |                                                           |              |
| Guyana                          | Georgetown      | Aeropuerto Internacional Cheddi Jagan                     | HUB          |
| Guyana                          | Georgetown      | Aeropuerto de Ogle                                        |              |
| Surinam                         | Paramaribo      | Aeropuerto Internacional Johan Adolf Pengel               |              |
| Venezuela                       | Caracas         | Aeropuerto Internacional de Maiquetía Simón Bolívar       |              |
| Total: 16 destinos en 20 países |                 |                                                           |              |

### Destinos finalizados
| Países         | Destinos    | Aeropuertos                             |
| -------------- | ----------- | --------------------------------------- |
| Estados Unidos | Houston     | Aeropuerto Intercontinental George Bush |
| Islas Caimán   | George Town | Aeropuerto Internacional Owen Roberts   |
| Reino Unido    | Londres     | Aeropuerto de Londres-Gatwick           |
| Reino Unido    | Londres     | Aeropuerto de Londres-Heathrow          |

## Accidentes
- Un Boeing 737-800 proveniente de Nueva York que transportaba 163 personas, 6 de ellas hacían parte de la tripulación, se estrelló y se partió en dos el sábado 30 de julio de 2011 mientras trataba de aterrizar en Guyana, dejando a varios pasajeros heridos, aunque no hubo fallecidos.

- Un Boeing 737-800 se salió de la pista de aterrizaje a su llegada al Aeropuerto de Cheddi Jagan de Georgetown, luego de despegar después de la medianoche desde Trinidad. El vuelo BW 523 transportaba a 157 pasajeros y seis tripulantes, dijo la aerolínea en un comunicado.